# Татенокай
„Татенокай“ (楯の会, 楯の會), или Общество на щита, е дясна военизирана организация в Япония, водена на традиционните японски ценности и почитание към императора. Тя е основана и ръководена от писателя Юкио Мишима.

## Предистория
Организацията е основано на 5 октомври 1968 г. Членовете са предимно от персонала на вестник „Ронзо“ – малко известен десен студентски вестник. Създадена е заради страха на Мишима от мащаба на левите протести в Токио. Обявата му за набиране се публикува в десни вестници. Отначало има около 100 членове, които са предимно студенти от Университета „Васеда“.
Освен дейности на открито, членовете, които се присъединяват доброволно, са подлагани на строга физическа подготовка, която включва кендо и бягане на дълги разстояния. Благодарение на необичаен ход Татенокай получава правото да тренира с националните въоръжени сили – Японските сили за самоотбрана. Източник приписва тази промяна в ориентацията на Татенокай на момента, в който Мишима започва да се свързва с тази военна организация, както и неговото запознанство с Ясухиро Накасоне, член на японския парламент, който става ръководител на Агенцията за отбрана, а по-късно и министър-председател.

## Опит за преврат, 1970 г.
На 25 ноември 1970 г. Мишима и 4 членове на Татенокай бързо овладяват щаба на Силите за самоотбрана и се опитват да обединят войниците, за да организират държавен преврат и да възстановят императорското управление. Когато това се проваля, Мишима и Масакацу Морита, основният студентски водач на Татенокай, извършват сепуку (ритуално самоубийство). Останалите членове, около 90 души, изобщо не са информирани за плана и действията на Мишима и малката група участници.
В опита за преврат участват: лидерът Юкио Мишима и студентите Хироясу Кога (Университет „Канагава“), Масайоши Кога (Университет „Канагава“), Масакацу Морита (Университет „Васеда“), Масахиро Огава (Университет „Мейджи Гакуин“).

## Взети заложници, 1977 г.
На 3 март 1977 г. 4 японски националисти вземат 12 заложници в Кейданрен Кайкан (централата и залата на Японската федерация на икономическите организации), разпространявайки там, които осъждат големия бизнес. Заложниците са освободени невредими след 11-часова безизходица, по време на която похитителите говорят повече от 3 часа с вдовицата на Мишима – Йоко. Смята се, че 2 похитители – Йошио Ито и Шуничи Нишио – са бивши членове на Татенокай.